# Stronnictwo Narodowo-Demokratyczne
Stronnictwo Narodowo-Demokratyczne (SND), Stronnictwo Demokratyczno-Narodowe – ugrupowanie polityczne o charakterze narodowym utworzone w 1897, będące legalnym przedstawicielstwem ruchu narodowo-demokratycznego, na którego czele stanął Roman Dmowski. W 1919 przekształciło się w Związek Ludowo-Narodowy.

## Historia
Postulat utworzenia ugrupowania pojawił się w czerwcu 1897, kiedy odbywał się zjazd Rady Tajnej Ligi Narodowej w Budapeszcie. Ogłoszono program partii, którego autorami byli Roman Dmowski i Jan Ludwik Popławski. Założenia polityczne formacji nawiązywały do zamierzeń LN, gdzie w centrum zainteresowania postawiono interes narodu polskiego. SDN nie posiadało struktur organizacyjnych, opierając swoją działalność o funkcjonowanie LN oraz szeregu organizacji afiliowanych do ruchu wszechpolskiego o charakterze społecznym, zawodowym, gospodarczym, kulturalnym, edukacyjnym (m.in. Towarzystwo Gimnastyczne „Sokół”, Towarzystwo Oświaty Narodowej, Związek im. Jana Kilińskiego, Związek Młodzieży Polskiej „Zet”). Dynamizacja działań nad rozwojem ugrupowania miała miejsce w 1903. Obwieszczono także kolejny program partii. 
W trakcie zaborów postulowało inny niż Polska Partia Socjalistyczna styl prowadzenia polityki w stosunku do zaborców. Nie brało udziału w akcjach zbrojnych, lecz próbowało walczyć o autonomię drogą negocjacji. Jego politycy zostali wybrani do Dumy Państwowej, gdzie utworzyli Koło Polskie, zdecydowanie w nim dominując. Identycznie sytuacja wyglądała w Niemczech. Nieco mniejsze znaczenie Stronnictwa było w Galicji.
Stronnictwo legalną działalność w zaborze rosyjskim rozpoczęło w 1905. Od 1904 funkcjonowało w Galicji (jako SDN), a od 1909 jako Polskie Towarzystwo Demokratyczne w zaborze niemieckim (od 1910 pod nazwą Towarzystwo Demokratyczno-Narodowe).
Oficjalne powstanie stronnictwa miało miejsce podczas zjazdu w Pałacu Błękitnym Maurycego Zamoyskiego w czerwcu 1905. Formalną inaugurację partii poprzedziło powołanie przez Dmowskiego rok wcześniej tzw. inteligentnej dziesiątki, która miała wpływać na inteligencką warstwę Warszawy. W jej skład wchodzili: Stanisław Bukowiecki, Kazimierz Otrębowicz, Marian Lutosławski, Stanisław Libicki, Franciszek Zieliński, Wacław Łapiński, Aleksander Zawadzki, Zygmunt Makowiecki i Bolesław Lutomski. Ugrupowanie współpracowało z takimi organizacjami, jak: Stronnictwo Polityki Realnej, Stronnictwo Postępowo-Demokratyczne, Związek Pracy Narodowej i Spójnia Narodowa.
W trakcie I wojny światowej opowiedzieli się po stronie państw ententy, najpierw tworząc Legion Puławski walczący wraz z Rosjanami przeciwko Niemcom oraz Komitet Narodowy Polski, funkcjonujący w latach 1914–1916.
Po niepowodzeniach Rosji na froncie wschodnim Roman Dmowski udał się na Zachód, by zainicjować tam funkcjonowanie Komitetu Narodowego Polski w Paryżu i Błękitnej Armii gen. Józefa Hallera. Roman Dmowski i Ignacy Paderewski brali czynny udział w obradach paryskiej konferencji pokojowej, wywalczając dla Polski ziemie zachodnie.
Na ziemiach polskich SND stało w opozycji wobec Rady Regencyjnej. Podobny stosunek przejawiało wobec Józefa Piłsudskiego.
W 1919 Stronnictwo Narodowo-Demokratyczne przekształciło się w Związek Ludowo-Narodowy.

## Program
W czerwcu 1897 światło dzienne ujrzał program Stronnictwa. Podkreślono w nim świadomość odrębności narodu polskiego. Wyrażono przekonanie, że w związku z tym jest w stanie funkcjonować samodzielnie, uprzednio jednak zorganizowany politycznie.
Założenia endeków:
- pragmatyzm polityczny
- praca organiczna
- rozwijanie świadomości narodowej wśród chłopów i robotników
- budowanie jedności narodu polskiego
- porozumienie między Słowianami przeciwko Niemcom
- odzyskanie niepodległości
- walka z ideologiami wrogimi idei narodowej takich, jak socjalizm czy demoliberalizm
- kultywowanie wartości narodowych
- patriotyczne wychowanie młodzieży i społeczeństwa

## Struktura
Najwyższą władzą stronnictwa było Zgromadzenie Krajowe. Brali nim udział delegaci powiatów, miast i dzielnic, członkowie Rady Naczelnej oraz posłowie partii. W granicach uchwał Zgromadzenia Krajowego polityką stronnictwa kierowała Rada Naczelna. Najwyższą władzą wykonawczą stronnictwa był Zarząd Główny złożony z 7 członków zamieszkałych w stolicy, wybranych przez Radę Naczelną na jeden rok. Struktura regionalna partii składała się z zarządów miejscowych, okręgowych i powiatowych.
W 1905 partią kierował Zarząd Główny, którego siedziba mieściła się w Warszawie. W miastach gubernialnych znajdowały się zarządy okręgowe, natomiast w siedzibach powiatów – zarządy powiatowe. W pierwszym ZG SND zasiadali: Władysław Jabłonowski, Bolesław Jakimiak, Zygmunt Makowiecki, Aleksander Zawadzki, Bolesław Lutomski, Marian Lutosławski i Maurycy Zamoyski.

## Prasa SND[4]
- „Przegląd Wszechpolski”
- „Przegląd Narodowy”
- „Naród”
- „Polak”
- „Gazeta Świąteczna”
- „Gazeta Poranna Dwa Grosze”
- „Gazeta Warszawska”
- „Myśl Polska”
- „Myśl Narodowa”
- „Pochodnia”
- „Dziennik Kijowski”
- „Dziennik Wileński”
- „Czytelnia dla Wszystkich”
- „Głos Lubelski”
- „Głos Łomżyński”
- „Podlasiak”
- „Kiliński”
- „Sztandar”
- „Głos Pracy Polskiej”
- „Sztandar Polski”
- „Wiadomości Codzienne”
- „Za Wiarę i Ojczyznę”
- „Zorza”
- „Naród”
- „Gazeta Polska”
- „Goniec Poranny i Wieczorny”
- „Ognisko”